# Josef Wasserburger
Josef Wasserburger, besser bekannt als der Wirtsepperl z’Garching (* 15. November 1788 in Garching an der Alz; † 1. Juli 1857 ebenda) war ein bayerischer Zitherspieler und Volkssänger.

## Leben
Wasserburger war ältester Sohn des Garchinger Wirts und Metzgers.
Seit 1855 sind erste Passagen des „Wirtsepperl-Liedes“ in Oberbayern bekannt. Später entstandene Strophen stellen ihn darin seit dem 20. Jahrhundert als Deserteur und freiheitsliebenden Gesetzesbrecher dar.
Die Gastwirtschaft in Garching trägt heute den Namen „Wirtsepperl“.